# Boutx
Boutx – miejscowość i gmina we Francji, w regionie Oksytania, w departamencie Górna Garonna.
Według danych na rok 1990 gminę zamieszkiwały 324 osoby, a gęstość zaludnienia wynosiła 7 osób/km² (wśród 3020 gmin regionu Midi-Pireneje Boutx plasuje się na 743. miejscu pod względem liczby ludności, natomiast pod względem powierzchni na miejscu 112.).